# Грипп
Грипп — острое респираторное вирусное заболевание, вызываемое вирусами гриппа и поражающее в первую очередь верхние дыхательные пути, а также бронхи и, в более редких случаях, — лёгкие. Выделяется среди острых респираторных вирусных инфекций у людей из-за возможного тяжёлого течения болезни. Грипп ассоциируется с высокой смертностью во время пандемий, эпидемий и спорадических вспышек. Пандемии гриппа случаются примерно каждые 50 лет, эпидемии же наблюдаются чаще. Вспышки сезонного гриппа ежегодно происходят почти во всём мире. Наиболее частой причиной сезонного гриппа являются вирусы гриппа A, также только эти вирусы гриппа известны как причина пандемий.
Симптомы гриппа появляются на 1—4-й день после заражения и включают в себя лихорадку, кашель, головную боль, боль в мышцах и суставах, слабость, боль в горле и насморк. При этом кашель может длиться две и более недели. Наиболее заразен больной на 3—4-й день с момента появления симптомов. Симптомы гриппа схожи с другими ОРВИ, диагностировать заболевание можно с помощью лабораторных тестов. Грипп вызывается вирусами гриппа, но схожие симптомы могут быть и при других ОРВИ, для случаев подозрения на возможный грипп существует медицинский диагноз гриппоподобного заболевания.
Может протекать как в форме инфекции верхних дыхательных путей, так и в форме инфекции нижних дыхательных путей. У большинства людей симптомы гриппа проходят в течение недели без медицинской помощи. Но грипп может приводить к тяжёлой болезни и смерти, особенно у людей из групп риска. По оценкам ВОЗ, ежегодные эпидемии гриппа приводят к 3—5 миллионам случаев тяжёлой болезни и к 290—650 тысячам смертей.
В России от эпидемии гриппа (раз в 4—5 лет) умирает около тысячи человек (за сезон); по данным Росстата в 2019 году от гриппа умерло 239 человек. Ежегодный экономический ущерб от сезонного гриппа в России составляет до 100 миллиардов рублей.
Грипп уже довольно хорошо изучен и давно известен, но из-за того, что вирусы гриппа быстро мутируют, до сих пор нет эффективных противогриппозных препаратов. Защитить наиболее уязвимые категории людей, в том числе и тех, кто не может прививаться, может помочь вакцинация. Коллективный иммунитет помогает снизить распространение заболевания, однако эффективность вакцин в разные сезоны разная. В целом, по оценкам исследователей для достижения коллективного иммунитета необходимо вакцинировать примерно 85 % здорового населения и 95 % людей из групп риска.
Реконвалесцентный период составляет 7—15 дней.

## Общие сведения
В настоящее время выявлено более 2000 вариантов вируса гриппа, различающихся между собой антигенным спектром.
Нередко словом «грипп» в обиходе также называют любое острое респираторное заболевание (ОРЗ), что ошибочно, так как кроме гриппа на сегодняшний день описано более 200 видов респираторных вирусов (аденовирусы, риновирусы, респираторно-синцитиальные вирусы и др.), вызывающих гриппоподобные заболевания у человека.
Грипп — опасное заболевание, являющееся одной из частых причин смерти. По данным США, в списке частых причин смерти он располагается на восьмом месте, между диабетом и болезнями почек. Среди возрастных групп грипп наиболее опасен для людей возрастом 65 лет и старше — у них смертность среди заболевших гриппом достигает 1 %, в этой возрастной группе случается до 89 % от всех смертей, связанных с гриппом. Следующая за ними по уровню смертности возрастная группа — люди от 50 до 64 лет.
Для профилактики гриппа Центры по контролю и профилактике заболеваний США рекомендуют вакцинировать всех лиц старше 6 месяцев (особенно входящих в группы риска), применять средства индивидуальной защиты, сокращать контакты с заболевшими, применять противовирусные препараты по назначению врача. Роспотребнадзор рекомендует по возможности изолировать больных, при уходе за ними использовать медицинскую маску, а в сезон гриппа избегать массовых скоплений людей.
Вирус гриппа поражает не только людей, но и животных — свиней, лошадей, птиц.

## Название
Русское слово грипп впервые встречается в дневнике А. Х. Востокова «Летопись моя» в ноябре 1799 года. На новизну этого слова в 1805 году в русском языке указывает и Л. Н. Толстой в самом начале романа «Война и мир».
Французское название «la grippe» и немецкое «die Grippe» (используется наряду с «die Influenza»), возможно, произошло от одной из форм глагола «схватывать». Есть также мнение, что оно произошло от русского «хрип».
Во многих европейских языках грипп называют «инфлюэнца» (итал. influenza «воздействие») — названием, возникшим в Риме в середине XVIII века благодаря потенциальной вирулентности заражения, как бы воздействующего на здоровое население. Другая версия появления названия «инфлюэнца» в эпоху Возрождения — болезнь как следствие влияния неблагоприятного стечения астрологических переменных.

## Вирусы гриппа
Первый вирус гриппа был выделен у птиц (кур) в 1901 году (публикация 1902 года) в Италии, но был идентифицирован как возбудитель «чумы птиц» или «чумы кур» (через 50 лет после этого было установлено, что вирус чумы птиц — это один из вирусов гриппа «А» птиц). Затем вирус гриппа «А» выделил у свиней американский учёный Ричард Шоуп в 1931 году. Вирус гриппа человека был выделен в 1933 году в Англии в Национальном институте медицинских исследований вирусологами Уилсоном Смитом, Кристофером Эндрюсом и Патриком Лейдлоу. В 1940 году был выделен вирус гриппа «В». В 1951 году по технологии культивирования вирусов «на куриных эмбрионах» был выделен вирус гриппа «С». В 2003 году, после четырёхлетней работы в лабораториях, был восстановлен и изучен вирус, послуживший причиной пандемии 1918 года.
Вирусы гриппа относятся к семейству Orthomyxoviridae, которое включает роды Influenza A, B, С, D, Изавирус, Тоготовирусы и Кваранфилвирусы. Антигенные свойства внутренних белков вириона (M1 и NP) определяют принадлежность вируса гриппа к роду А, В или С. Дальнейшее деление проводится согласно подтипам (серотипам) поверхностных белков гемагглютинина (HA) и нейраминидазы (NA). В соответствии с антигенной специфичностью поверхностных гликопротеидов HA и NA в настоящее время известно 18 подтипов HA и 11 подтипов нейраминидазы (NA).
Эпидемическое значение для людей имеют вирусы, содержащие три подтипа HA (H1, H2, H3) и два подтипа NA (N1, N2). Вирусы гриппа А и В содержат NA и НА в качестве основных структурных и антигенных компонентов вирусной частицы, обладающих гемагглютинирующей и нейраминидазной активностями. У вируса гриппа С нет нейраминидазы, он обладает вместо этого гемагглютинин-эстеразным (проникающим) белком (HEF). Нить РНК окружена белком и упакована в липопротеидную мембрану. Вирионы способны агглютинировать эритроциты и элюироваться в них с помощью вирусспецифических ферментов.
Для вирусов сероварианта А (реже В) характерно частое изменение антигенной структуры при пребывании их в естественных условиях. Эти изменения обуславливают множество названий подтипов, которые включают место первичного появления, номер и год выделения, характеристика HN — например A/Moscow/10/99 (H3N2), A/New Caledonia/120/99 (H1N1), B/Hong Kong/330/2001.
Вирус гриппа имеет сферическую форму диаметром 80—120 нм, в центре находятся восемь РНК-фрагментов, заключённых в липопротеидную оболочку, на поверхности которой имеются «шипы», состоящие из гемагглютинина (H) и из нейраминидазы (N). Антитела, вырабатываемые в ответ на гемагглютинин (H) и нейраминидазу (N), составляют основу иммунитета против определённого подтипа возбудителя гриппа. Необычными для вирусов свойствами вируса гриппа является фрагментарность генома и изменчивость белков — гемагглютинина и нейраминидазы. У этих белков может происходить резкое изменение свойств — антигенный сдвиг — приводящий к появлению формы вируса, вызывающей пандемию, а у этой новой формы, или у возродившейся старой формы вируса может происходить медленное изменение свойств — антигенный дрейф — способствующий продолжению эпидемии.
Вопреки широко распространённому мнению, вирус гриппа вызывает у человека стойкий иммунитет. Повторная заболеваемость гриппом — это результат изменчивости вируса гриппа (антигенного дрейфа и антигенных сдвигов).

## Распространение
К гриппу восприимчивы все возрастные категории людей. Источником инфекции является больной человек с явной или стёртой формой болезни, выделяющий вирус с кашлем, чиханьем и т. д. Больной заразен с первых часов заболевания и до пятого—седьмого дня болезни. Характеризуется аэрозольным (вдыхание мельчайших капель слюны, слизи, которые содержат вирус гриппа) механизмом передачи и чрезвычайно быстрым распространением в виде эпидемий и пандемий. Эпидемии гриппа, вызванные серотипом А, возникают примерно каждые 2—3 года, а вызванные серотипом В — каждые 4—6 лет. Серотип С не вызывает эпидемий, только единичные вспышки у детей и ослабленных людей. В виде эпидемий встречается чаще в осенне-зимний период. Согласно исследованию финских специалистов, проведённому университетом Оулу совместно с исследовательским центром биомедицины и Ведомством здравоохранения и социального развития THL, риск эпидемий является наиболее высоким при температуре от −5 до +5 °C, когда уменьшение влажности воздуха создаёт благоприятные условия для проникновения вирусов в человеческий организм, в силу охлаждения и сухости дыхательных путей. Периодичность эпидемий связана с частым изменением антигенной структуры вируса при пребывании его в естественных условиях.
Группами высокого риска считаются дети, люди преклонного возраста, беременные женщины, люди с хроническими болезнями сердца, лёгких.
Подавляющее большинство инфицированных гриппом не обращается за медицинской помощью. В журнале «The Lancet Respiratory Medicine» была опубликована статья с анализом заболеваемости в 2005—2011 годах, в которой приведены данные, что только у 23 % заболевших гриппом проявлялись симптомы, и всего 17 % из них обращались к врачу. При этом все носители распространяли вирус.
В 2017 году, по оценке специалистов, было примерно 54 миллиона случаев инфекций нижних дыхательных путей, вызванных вирусами гриппа. Из них приблизительно 9,5 млн человек были госпитализированы, а у 8 миллионов заболевание проходило в тяжёлой форме. По той же оценке, 145 тысяч человек из заболевших гриппом умерли в итоге этой болезни. В общей сложности 11,5 % инфекций нижних дыхательных путей ассоциированы с гриппом. Россия и Литва оказались странами с наибольшей долей госпитализаций у пациентов с гриппом. Примерно треть всех смертей суммарно пришлась на Индию (около 26 000), Китай (около 11 000) и Россию (около 8 000).

## История эпидемий
Эпидемии и пандемии гриппа вызывают вирусы гриппа серотипа «A». Намного реже (раз в 4—6 лет) эпидемии вызывает также вирус гриппа типа «B», они развиваются медленно по сравнению с вызванными вирусом «A» и, как правило, охватывают 8—10 % населения.
В 412 году до н. э. Гиппократ описал вспышку респираторного заболевания «перинфский кашель», похожего на грипп. Также похоже на грипп заболевание «крестьянская лихорадка», вспышка которого отмечена в Англии в 1173 году. Пандемии гриппа определённо известны с XVI века. В XVIII веке в Европе прошли три эпидемии гриппа. Эпидемия 1781—1782 годов считается крупнейшей в истории, по оценкам, тогда заболели гриппом свыше 3/4 жителей Англии.
Пандемия гриппа 1889—1890 годов стала последней масштабной пандемией XIX века. Вызванная вирусом H1N1 пандемия гриппа 1918 года стала наиболее смертоносной.

## Патогенез
Инкубационный период развития гриппа составляет от 3 до 24 часов с момента заражения.
Вирус гриппа имеет сродство к эпителию трахеи и верхней части бронхов, некоторые штаммы — к эпителию кишечника.
Развитие болезни происходит следующим образом:
1. Вирусные частицы проникают к клеткам эпителия дыхательных путей, преимущественно цилиндрического эпителия трахеи и бронхов, прикрепляются к ним и с помощью гемагглютинина «впрыскивают» фрагменты РНК и белки через клеточную мембрану внутрь клетки.
2. РНК вируса синтезирует белки и РНК для новых вирусов, и белки собирают их в новые вирусные частицы.
3. Вирусные частицы выходят из клетки с помощью нейраминидазы, либо, реже, вызывают апоптоз клетки.
4. Развивается иммунный ответ организма на клетки с остатками гемагглютинина на поверхности мембраны — высвобождается большое количество цитокинов.
5. В кровеносной системе нарастает повреждение эпителия и базальной мембраны, увеличение проницаемости капилляров.
6. В лёгких вирусный белок PB1-F2 уничтожает тканевые макрофаги, образуя брешь в защите лёгких от инфекций.
7. В ЦНС происходит (обратимая) миелинизация.

Клинические признаки:
- раздражение верхних дыхательных путей: сильный кашель;
- заторможенность нервных реакций, мышечная (миалгия) и головная боль в результате повреждений нервных клеток при иммунном ответе на вирус гриппа;
- симптомы отравления организма: повышение температуры, озноб, миалгия и головная боль;
- симптомы повышенной сосудистой проницаемости и разрыва капилляров: стазы и геморрагия.

Вирус угнетает защитные системы организма, что обусловливает присоединение вторичной инфекции и осложнения.

## Патологическая анатомия
На протяжении всего трахеобронхиального дерева наблюдается отслоение эпителия, образование аркадообразных структур эпителия трахеи и бронхов вследствие неравномерного отёка и вакуолизации цитоплазмы и признаки экссудативного воспаления. Частый характерный признак — это геморрагический трахеобронхит различной степени выраженности. В очагах гриппозной пневмонии альвеолы содержат серозный экссудат, эритроциты, лейкоциты, альвеолоциты. В очагах воспаления нередки тромбозы сосудов и некрозы.

## Клиническая картина
Симптомы гриппа не являются специфическими, то есть без лабораторных исследований (выделение вируса из мазков горла, прямая и непрямая иммунофлуоресценция на мазках эпителия слизистой оболочки носа, серологический тест на наличие противогриппозных антител в крови и т. п.) невозможно наверняка отличить грипп от других ОРВИ. На практике часто диагноз «грипп» устанавливается на основании лишь эпидемических данных, когда наблюдается повышение заболеваемости ОРВИ среди населения данной местности, лабораторная диагностика проводится только там, где есть подготовленные лаборатории.
Инкубационный период может колебаться от нескольких часов до 3 дней, обычно 1—2 дня. Тяжесть заболевания варьируется от лёгких до тяжёлых гипертоксических форм. Некоторые авторы указывают, что типичная гриппозная инфекция начинается обычно с резкого подъёма температуры тела (до 38—40 °C), которая сопровождается обычными симптомами интоксикации: ознобом, болями в мышцах, головной болью, чувством усталости и держится 3—4 дня. Выделений из носа, как правило, нет, напротив, есть выраженное чувство сухости в носу и глотке. Обычно появляется сухой, напряжённый кашель, сопровождающийся болью за грудиной. При гладком течении эти симптомы сохраняются 3—5 дней, и больной выздоравливает, но несколько дней сохраняется чувство выраженной усталости, особенно у пожилых больных. При тяжёлых формах гриппа развивается сосудистый коллапс, отёк мозга, геморрагический синдром, присоединяются вторичные бактериальные осложнения. Клинические находки при объективном исследовании не выражены — только гиперемия и отёк слизистой зева, бледность кожи, инъецированные склеры. Грипп представляет большую опасность из-за развития серьёзных осложнений, особенно у детей, пожилых и ослабленных больных.
Отличия гриппа от других ОРВИ (клиническая картина чистого гриппа без вторичной инфекции), эти симптомы являются основанием для подозрения на грипп — точный диагноз возможен только по результатам лабораторных исследований:
| Симптом                   | Грипп                     | Простуда                      |
| ------------------------- | ------------------------- | ----------------------------- |
| Начало                    | острое (часы)             | смазанное (продолжительное)   |
| Температура тела          | резкий подъём до 39—40 ℃  | около 37 ℃, редко выше 38,5 ℃ |
| Головная боль             | выраженная                | невыраженная                  |
| Боли в мышцах и суставах  | характерны                | нехарактерны                  |
| Насморк                   | нехарактерен              | характерен                    |
| Боль в горле при глотании | нехарактерна              | характерна                    |
| Кашель                    | сухой с болью за грудиной | нехарактерен                  |

## Осложнения гриппа
Частота возникновения осложнений заболевания относительно невелика, но в случае их развития они могут представлять значительную опасность для здоровья больного. Средне-тяжёлые, тяжёлые и токсические формы гриппа, могут являться причиной серьёзных осложнений. Причинами возникновения осложнений при гриппе могут быть следующие особенности инфекционного процесса: вирус гриппа оказывает выраженное капилляротоксическое действие, способен подавлять иммунитет, разрушает тканевые барьеры, облегчая тем самым агрессию тканей резидентной флорой.
Различают несколько основных видов осложнений при гриппе:
- лёгочные: бактериальная пневмония, геморрагическая пневмония, геморрагический отёк лёгких, формирование абсцесса лёгкого, образование эмпиемы, острый респираторный дистресс-синдром.
- внелёгочные: бактериальные риниты, синуситы, средний отит, трахеиты, вирусный энцефалит, менингит, отек мозга, неврит, радикулоневрит, поражение печени синдром Рея, миокардит, токсико-аллергический шок.

Чаще всего летальные исходы при гриппе наблюдаются среди детей младше 2 лет и пожилых людей старше 65 лет.
Признаки осложнений при гриппе, при которых необходима срочная медицинская помощь:
- если на один или несколько дней температура тела снизилась до 37—37,5 ℃ и затем поднялась до 38 ℃ и выше (признак вторичной инфекции), необходимо обратиться к врачу или вызвать врача на дом;
- необходимо вызывать «скорую помощь» (и описать диспетчеру все симптомы) при следующих признаках:
  - затруднение дыхания (одышка), особенно у детей, критическое состояние — когда человек может дышать только наклонившись вперёд;
  - при кашле боль в области боковых рёбер (справа и слева корпуса);
  - откашливаемая мокрота розового цвета (с растворённой кровью);
  - при потере сознания;
  - высокая температура не снижается после трёх приёмов разных препаратов последовательно с учётом времени действия этих лекарств;
  - фебрильные судороги — обычно наблюдаются у детей до 5 лет, похожи на приступ эпилепсии, но серьёзной опасности не представляют, являясь побочным эффектом высокой температуры.

## Диагностика
В МКБ-10 грипп классифицируется дважды: код J11 — грипп с неидентифицированным вирусом, определённый по клинической картине, и код J10 — грипп с лабораторно-идентифицированным вирусом.
В большинстве случаев грипп человека диагностируется клинически. Однако в периоды низкой активности вирусов гриппа и при отсутствии эпидемий при клинической диагностике трудно дифференцировать грипп от инфекций, вызванных другими респираторными вирусами (риновирус, респираторный синцитиальный вирус, вирус парагриппа и аденовирус).
Для надёжной диагностики гриппа используются лабораторные методы, для которых берётся мазок слизи из носа:
- ПЦР с обратной транскрипцией (от-ПЦР, RT PCR); это наиболее точный метод — выявляет РНК вируса гриппа, результаты анализа могут быть готовы в течение 4—6 часов и позволяют отличать различные подтипы гриппа;
- иммунофлюоресцентная реакция — оценка титра антител к вирусу гриппа на сыворотке крови; производится быстрее ПЦР, но даёт меньшую точность;
- коммерческие экспресс-тесты; дают результат через 10—40 минут, но ещё меньшую точность: тесты определяют наличие гриппа у 62 % заражённых людей, и в 98 % положительных результатов у людей действительно есть грипп.

Вирусовыделение в верхних дыхательных путях у большинства больных неосложнённым гриппом значительно снижается через 3—4 дня от возникновения симптомов, поэтому период в первые 3—4 дня является наиболее предпочтительным для проведения тестирования на вирус. Репликация вируса в нижних дыхательных путях обычно обнаруживается в течение более длительного периода, поэтому в случае отрицательного результата тестирования образцов из верхних дыхательных путей, положительный результат может показать тестирование образцов из нижних дыхательных путей. Также более длительное вирусовыделение в нижних дыхательных путях может происходить у критически больных пациентов с дыхательной недостаточностью, иммуносупрессией или проходящих терапию системными кортикостероидами.
По инструкции Минздравсоцразвития РФ для точной идентификации гриппа необходимы:
- клиническая картина гриппа;
- анализ методом ПЦР показал присутствие РНК вируса гриппа;
- четырёхкратное увеличение числа антител к вирусу гриппа в парных тестах сыворотки крови больного: на первые-вторые сутки и на 2—3 неделю заболевания.

При недоступности лабораторных методов грипп диагностируется по клинической картине с учётом эпидемической обстановки.

## Лечение
Среди людей с хорошим состоянием здоровья грипп обычно проходит сам по себе в течение 3—7 дней.
Самое главное при лечении гриппа — не навредить себе и окружающим:
- в случае заболевания необходим постельный режим: грипп, переносимый «на ногах», чреват осложнениями (пневмонией, вирусным миокардитом);
- исключить контакты с людьми из-за риска их заразить;
- избегать самолечения препаратами с побочными эффектами.

Впервые вакцинация против вируса была разработана в начале 1940-х и испытана на солдатах, воевавших во Второй мировой войне. До последнего времени лечение было обычно симптоматическое, в виде жаропонижающих, отхаркивающих, и противокашлевых средств. ЦКЗ рекомендует пациентам покой, достаточное количество жидкости, избегать курения и спиртных напитков. Неосложнённый грипп не лечат антибиотиками, поскольку антибиотиками лечат только бактериальные инфекции (к которым грипп не относится).

### Противовирусные препараты
В связи с распространённостью вируса в зимнее время, наблюдения за ним ВОЗ проводит с мая по август в южном, а с ноября по март в северном полушарии, и строит по ним прогнозы распространения вируса в следующем полугодии.
Предполагается, что противовирусные препараты, действующие на ту или иную фазу развития вирусной инфекции in vitro, способны показать эффективность и in vivo, особенно — как профилактическое средство. В целом, лечение противовирусными препаратами должно быть начато ещё до возникновения клинических проявлений гриппа, более позднее начало их приёма практически неэффективно.
Существуют два класса препаратов: ингибиторы нейраминидазы и ингибиторы M2 (производные адамантана).

#### Ингибиторы нейраминидазы
Ингибиторы нейраминидазы эффективны против многих штаммов гриппа, включая птичий. Подавляют распространение вируса в организме, снижают тяжесть симптомов, сокращают продолжительность заболевания и уменьшают частоту вторичных осложнений.
Однако имеются данные о том, что названные лекарственные средства вызывают ряд побочных действий, таких как тошнота, рвота, диарея, а также психические расстройства: нарушение сознания, галлюцинации, психозы. Так, из Японии, где активно используется препарат Тамифлю, регулярно поступают сведения о самоубийствах подростков, возможно связанных с приёмом данного препарата. Кроме того, имеются данные о появлении устойчивости многих штаммов вируса гриппа к Тамифлю. Следует отличать противовирусный препарат Тамифлю от лекарственного средства Терафлю, которое лишь снимает симптомы болезни.
Ингибиторы нейраминидазы имеют сильные побочные эффекты, например, в 10—15 % вызывают нарушения в работе желудочно-кишечного тракта с симптомами рвоты и тошноты. Такие препараты показывают неплохую эффективность исключительно при соблюдении ряда условий, возможных только в стационаре:
- болезнь — это грипп (подтверждён лабораторным исследованием);
- лекарство принимается в первые 48 часов заболевания — только в этом случае снижается число осложнений и ускоряется выздоровление, при приёме препарата после 48 часов от начала заболевания от него уже нет пользы;
- решение о назначении принимает врач (препарат рецептурный).

Лечение ингибитором нейраминидазы назначается в случае тяжёлой формы заболевания и даже в условиях стационара не всегда позволяет спасти пациента. К примеру, в случае гриппа, осложнённого пневмонией, вероятен летальный исход даже при стационарном лечении.

#### Ингибиторы M2 (амантадины)
Препараты амантадин и римантадин блокируют протонные насосы и предотвращают проникновение вируса в клетки. Однако отмечается, что все циркулировавшие на 2018 год вирусы гриппа были невосприимчивы к адамантановым противовирусным средствами, таким как амантадин и римантадин, а грипп H1N1 в пандемии 2009 года был преимущественно резистентным к старым формам адамантана (амантадин, римантадин). Поэтому этот класс противовирусных средств не рекомендуется для применения в качестве монотерапии.

#### Иммуноглобулины
Исследования[уточнить] показали, что отчётливое противовирусное и терапевтическое действие при гриппе оказывают лишь донорская сыворотка и противогриппозный гамма-глобулин, содержащие высокие титры антител. Гамма-глобулин необходимо назначать по возможности в более ранние сроки внутримышечно: детям по 0,15—0,2 мл/кг, взрослым по 6 мл. В тех же дозах можно использовать нормальный (плацентарный) гамма-глобулин и сывороточный полиглобулин.

#### Препараты интерферона
Для лечения и профилактики гриппа в странах СНГ могут назначать препараты интерферона, а также индукторов интерферона. К ним относят такие препараты как «Ингарон», «Гриппферон», «Тилорон», «Реаферон-ЕС» липосомальный. Эти вещества, по заявлению производителей должны обладать противовирусным и иммуностимулирующим действием. Некоторые специалисты предупреждают о побочных эффектах интерферонов, особенно в высоких дозах. Высокие дозы интерферона нередко вызывают недопустимые побочные реакции и поэтому их использование для лечения и тем более профилактики ОРВИ неоправданно. В частности при гриппе и ОРВИ в России могут применять интраназально небольшие дозы интерферона гриппферон, (также во врачебной практике используются человеческий лейкоцитарный интерферон в ампулах, в виде сухого порошка или капли в нос гриппферон, содержащие рекомбинантный интерферон), однако эффективность такой профилактики находится под сомнением.
Производители индукторов интерферона (циклоферон, кагоцел) также заявляют о возможном применении этих лекарств в профилактике и лечении гриппа, однако клинические исследования эффективности таких препаратов не опубликованы в авторитетных научных журналах. Индукторы интерферона не зарегистрированы в качестве лекарственных средств в странах Европы и Северной Америки.

### Использование витамина C
Предупреждение и раннее лечение простудных заболеваний, в том числе гриппа, высокими дозами витамина C (аскорбиновой кислоты) пропагандировалось Лайнусом Полингом, из-за его авторитета этот способ получил широкое распространение несмотря на отрицательные результаты научных исследований.
Проведённое в 2012 году метаисследование Кокрейна возможного использования витамина C для предупреждения и лечения простудных заболеваний показало, что эффект от его приёма незначителен, снижения риска заболеть не происходит, а средняя продолжительность заболевания снижается незначительно (порядка 10 %) лишь при регулярном приёме вещества. Было доказано, что приём высоких доз витамина C не имеет терапевтических эффектов, влияющих на длительность и тяжесть простуды.

### Симптоматическое лечение
Для облегчения носового дыхания применяют сосудосуживающие средства. Однако многие (нафазолин, оксиметазолин, ксилометазолин) подобные средства сушат и разрушают слизистую. Большое разнообразие препаратов без рецепта «от простуды и гриппа», предлагаемых практически всеми крупными фирмами, не действуют на вирусы и не сокращают срок болезни. Это всевозможные комбинации жаропонижающих, отхаркивающих, антигистаминных препаратов, витаминов, которые несколько облегчают состояние больных, но не имеют доказанной эффективности против гриппа. Агрессивная реклама подобных препаратов обычно включает осторожные утверждения относительно эффективности, например, средство рекламируется не как «препарат от простуды», а как «используется при простуде».
Рекомендуется проведение пероральной дезинтоксикационной терапии в объёме 2–3 л жидкости в сутки (некрепко заваренного чая с молоком, медом, вареньем, а также отвара шиповника, свежеприготовленных фруктовых и ягодных соков, компотов, щелочных минеральных вод) всем пациентам с гриппом для купирования синдрома интоксикации (также можно применять энтеросорбенты).

## Профилактика
Наиболее эффективным способом профилактики гриппа является ежегодная вакцинация противогриппозной вакциной. К 2018 году безопасные и эффективные противогриппозные вакцины используются более 60 лет, наиболее распространены в мире инъекционные инактивированные вакцины.

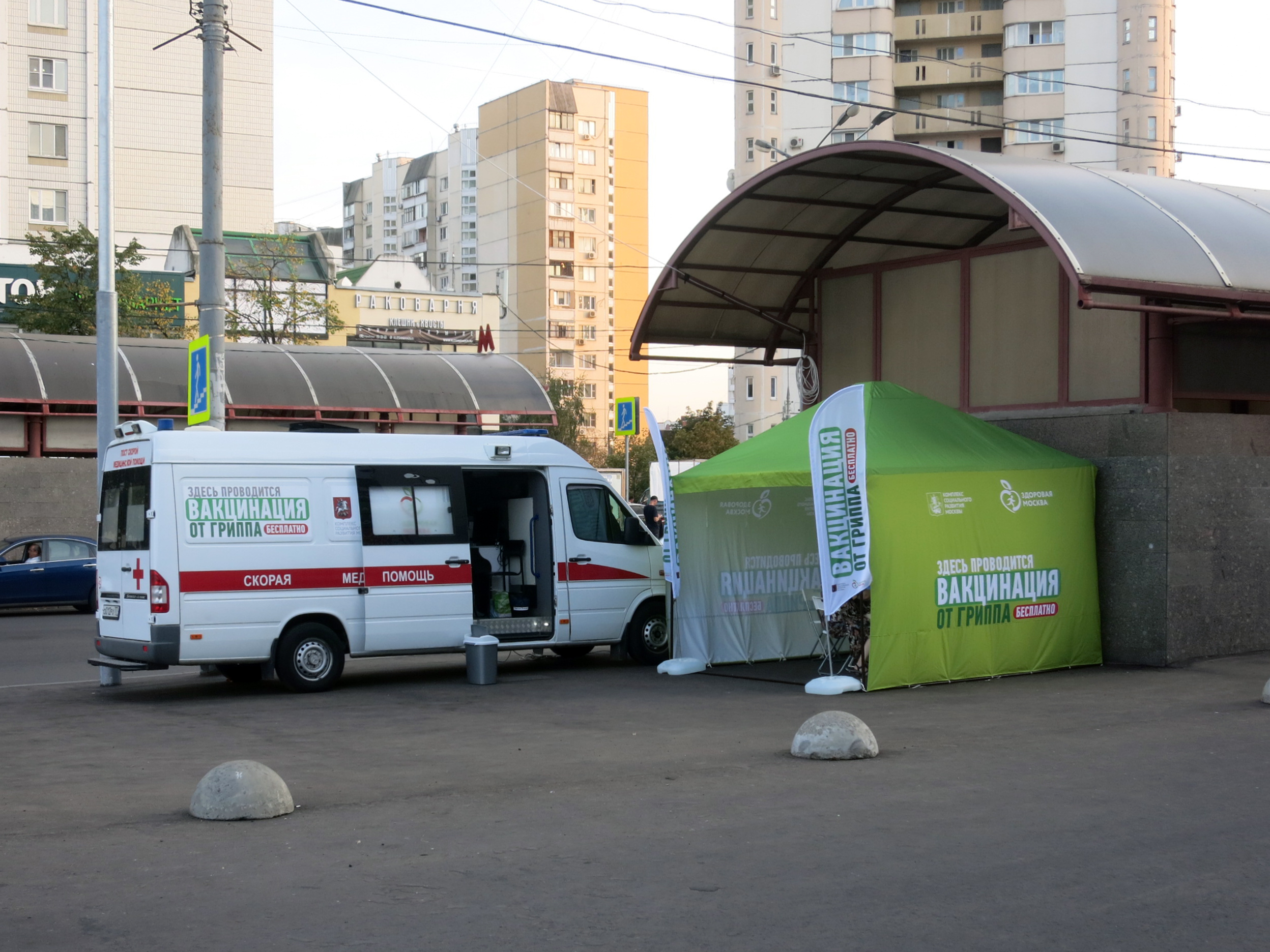
Уличный пункт бесплатной вакцинации от гриппа возле входа в метро. Москва, 2019 год

Для защиты от гриппа ВОЗ рекомендует ежегодную вакцинацию, поскольку через некоторое время после вакцинации иммунитет ослабевает. Среди здоровых взрослых людей противогриппозная вакцина обеспечивает защиту даже в том случае, если циркулирующие вирусы не соответствуют в точности вирусам, белки которых представлены в вакцине. Пожилых людей вакцинация хуже защищает от заболевания, но ослабляет тяжесть болезни, уменьшает вероятность развития осложнений, снижает риск смертельного исхода. Вакцинация особенно важна для людей, подвергающихся высокому риску развития осложнений, а также для людей, живущих с людьми из группы высокого риска или осуществляющих уход за ними.
ВОЗ рекомендует ежегодную вакцинацию для следующих групп населения:
- беременные женщины на любом сроке беременности;
- дети в возрасте от 6 месяцев до 5 лет;
- люди старше 65 лет;
- люди с хроническими нарушениями здоровья;
- работники здравоохранения.

По мнению вирусолога Николая Каверина при вакцинации происходит снижение заболеваемости гриппом в 2—3 раза, также происходит снижение смертности среди заболевших, особенно у людей преклонного возраста и у детей.
В соответствии с кокрановским систематическим обзором 2018 года инактивированная противогриппозная вакцина может слегка снижать количество случаев гриппа (примерно в два раза по сравнению с непривитыми, меняя вероятность заболеть с 2 % до 0,9 %), также, вероятно, уменьшается количество случаев гриппоподобных заболеваний. Вакцина может немного или даже значительно снизить количество дней нетрудоспособности, однако степень достоверности доказательств низкая. Систематический обзор 2015 года показал, что вакцинация немного снижает частоту возникновения среднего отита (одного из возможных осложнений) среди детей, в том числе возможно снижение использования антибиотиков, однако в данном направление требуются дополнительные исследования.
Вакцины от гриппа могут предоставить умеренную защиту от вирусологически подтверждённого гриппа, но такая защита значительно снижается или отсутствует в некоторые сезоны. Доказательств защиты у взрослых в возрасте 65 лет и старше недостаточно. Исследования последовательно показывают высокую эффективность у детей раннего возраста (в возрасте от 6 месяцев до 7 лет).
Вакцинация осуществляется соответствующей ведущему штамму противогриппозной вакциной и содержит, как правило, антигены трёх штаммов вируса гриппа, которые отбираются на основе рекомендаций Всемирной организации здравоохранения. Предложена вакцина для профилактики гриппа в форме живой, убитой (инактивированной), субъединичной вакцины. Вакцинация особенно показана в группах риска — дети, пожилые люди, больные с хроническими заболеваниями сердца и лёгких, а также медицинские работники. Обычно осуществляется, когда эпидемиологический прогноз свидетельствует о целесообразности массовых мероприятий (обычно в середине осени). Возможна и вторая прививка в середине зимы.
В качестве неспецифической профилактики в помещении, где находится больной гриппом, проводится влажная уборка с применением любого дезинфицирующего средства, обладающего вирулицидным действием. Для дезинфекции воздуха используется ультрафиолетовое облучение, аэрозольные дезинфекторы и каталитические очистители воздуха.
Чихающие и кашляющие больные опасны для окружающих. Профилактика гриппа обязательно должна включать удаление их из общественных мест.